# Lita Cabellut

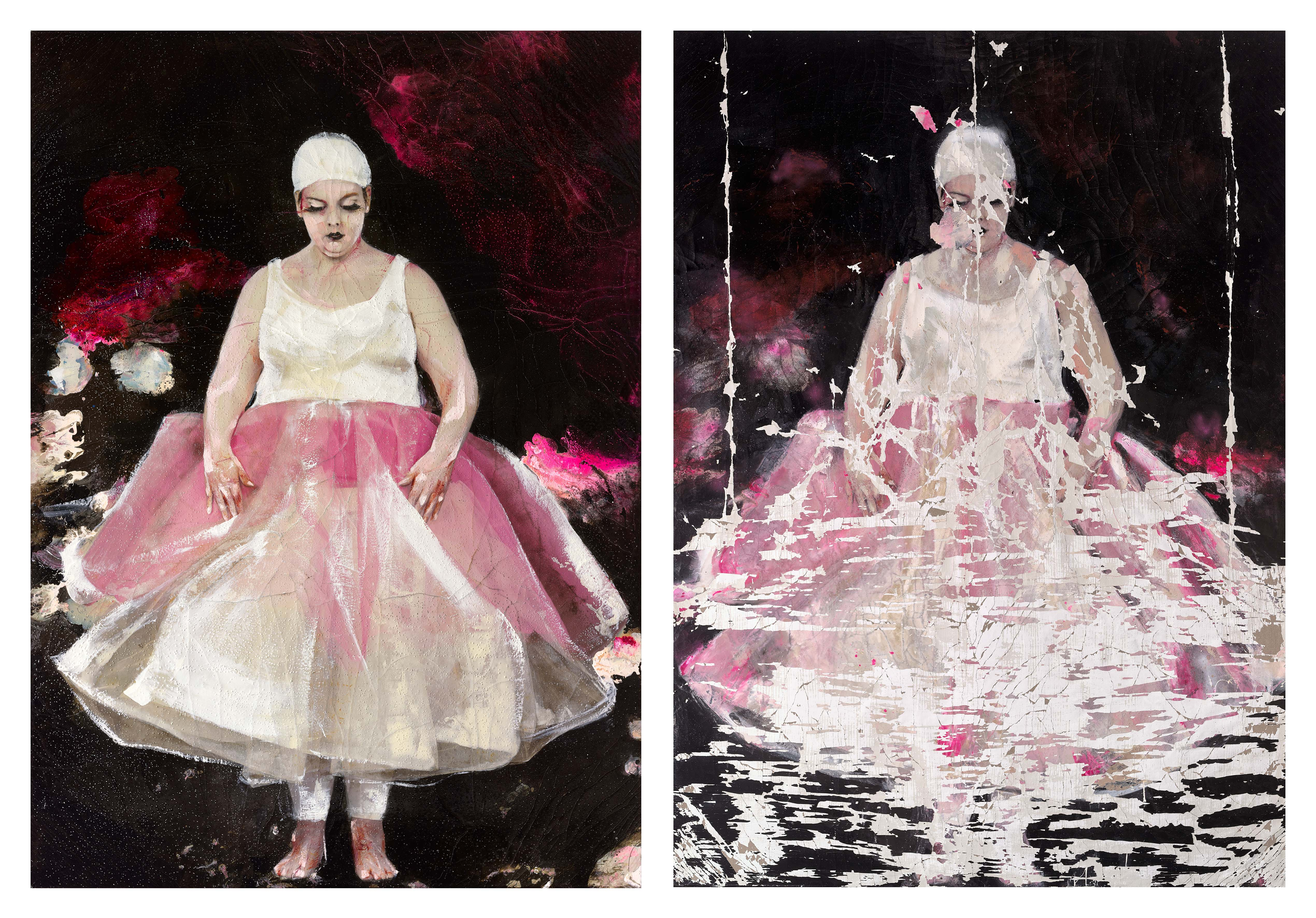
Miquiztli, van de serie: Een Kroniek van het Oneindige, 2018

Lita Cabellut (Sariñena, Aragón, 24 oktober 1961) is een Spaanse kunstenares, die woont en werkt in Den Haag. Haar werk wordt gekenmerkt door grootschalige doeken waarop traditionele frescotechnieken en moderne toepassingen van olieverf, inkt en andere materialen worden gecombineerd. Het met de hand aangebrachte craquelé geeft een huid aan haar portretten van zwervers, prostituees, religieuze mensen, historische figuren en fictieve karakters.

## Biografie
Cabellut, geboren in een dorpje in Aragón in een Roma-gezin, verhuisde als kind met haar familie naar Barcelona, waar haar moeder een bordeel had. Ze werd aan de zorg van haar grootmoeder overgelaten en bracht het grootste deel van haar dagen op straat door met het verkopen van 'denkbeeldige sterren'. Toen haar grootmoeder overleed, verbleef Cabellut in een weeshuis. Op haar twaalfde werd Lita geadopteerd door een Catalaanse familie. Tijdens deze periode ontdekte ze het Prado en werd ze geïnspireerd door de schilderijen van Goya, Velázquez, Ribera en Rembrandt.
Cabellut had haar eerste tentoonstelling op 17-jarige leeftijd in het stadhuis van El Masnou en verhuisde op haar negentiende naar Nederland, waar ze tussen 1982 en 1984 studeerde aan de Gerrit Rietveld Academie in Amsterdam. Gedurende deze tijd werd ze beïnvloed door de Hollandse meesters en ontwikkelde ze de artistieke technieken die haar kunst een kenmerkend en onderscheidend karakter hebben gegeven.
In maart 2015 werd Cabellut uitgenodigd om samen met Odd Nerdrum, Antonió Lopez, Richard Estes en Daniel Graves te jureren tijdens de achtste editie van 'Figurativas', een jaarlijkse kunstwedstrijd uitgeschreven door de Fundació Privada de les Arts i els Artistes, die streeft naar het bevorderen en verspreiden van de figuratieve kunst.

## Werk

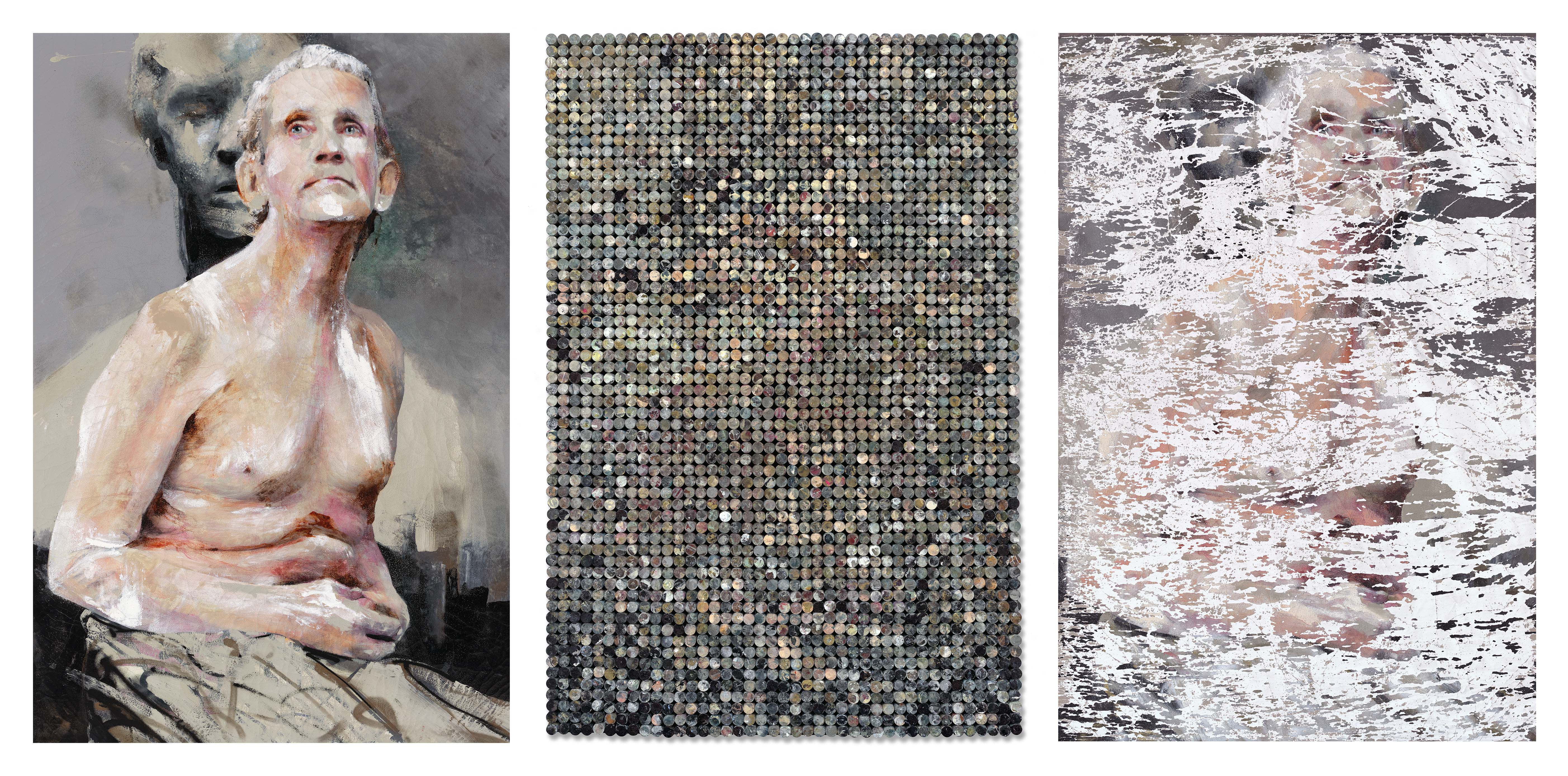
Kumbha, van de serie: Een Kroniek van het Oneindige, 2018

### Werk
Cabelluts werk wordt gekenmerkt door haar grote doeken, een eigentijdse variatie op de klassieke frescotechniek en een herkenbaar persoonlijk palet. Naar eigen zeggen probeert ze haar personages een 'huid' te geven. Naast haar monumentale portretten maakt Cabellut ook videokunst, visuele poëzie, scenografie, tekeningen, installaties en sculpturen.

### Collecties
Cabelluts werk is gegroepeerd in thematische series. De collectie Frida, La Perla Negra (2011) is een eerbetoon aan de Mexicaanse kunstenares Frida Kahlo, waarin Kahlo's leven wordt getoond en gerelateerd aan Cabelluts eigen levenservaringen. Deze serie inspireerde Cabellut om Coco, A Testimony of Black & White (2011) te maken. Dit is een collectie over het mode-icoon Coco Chanel, met ruim 35 grote portretten. In A Portrait of Human Knowledge (2012) maakt Cabellut portretten van de invloedrijkste personen op het gebied van cultuur, humanisme en wetenschap van de afgelopen 150 jaar, zoals Stravinsky, Nureyev, Marie Curie, Billie Holiday, Federico Garcia Lorca, Rudolf Steiner en Sigmund Freud.
Met De Trilogie van de Twijfel, een collectie samengesteld door sociaal geïnspireerde drieluiken over macht, onrecht en onwetendheid, kreeg Cabellut veel aandacht, zowel in haar geboorteland Spanje als in Nederland. Met de portretcollectie Dried Tear (2013) spreekt zij haar fascinatie en bewondering uit voor de Aziatische cultuur. De serie over de Gouden Eeuw, getiteld De Zwarte Tulp (2014) is geïnspireerd op culturele symbolen van de Nederlandse Gouden Eeuw.
De collectie Blind Mirror (2015) is gericht op invloedrijke wereldvisies en religies.
De vernieuwende serie A Chronicle of the Infinite (2018) gaat over de effecten van tijd en ervaring in het proces van menselijke transformatie. Deze serie bestaat voornamelijk uit drieluiken waarbij een van de drie een menselijk portret is; de tweede een abstract werk gebaseerd op het figuratieve schilderij; en, de laatste, de vernietiging van het portret.

## Tentoonstellingen (selectie)
Sinds haar eerste tentoonstelling in het stadhuis van El Masnou, Barcelona, in 1978 is Cabelluts werk tentoongesteld over de hele wereld, waaronder New York, Dubai, Miami, Singapore, Hongkong, Barcelona, Londen, Parijs, Venetië, Monaco en Seoel.
Enkele solo-museumtentoonstellingen zijn:
- 2020 - Zwarte Tulp, Museum de Zwarte Tulp, Lisse, Nederland
- 2019 - The Victory of Silence, Goya Museum, Zaragoza, Spanje
- 2018 - Een Kroniek van het Oneindige, Museum Jan van der Togt, Amstelveen, Nederland
- 2017 - Testimonio, Museo de Arte Contemporáneo Gas Natural Fenosa, A Coruña, Spanje
- 2017 - Retrospectiva, Espais Volart, Fundació Vila Casas, Barcelona, Spanje
- 2015 - Black Tulip: The Golden Age, CSMVS (voormalig Prince of Wales Museum), Bombay, India
- 2015 - Black Tulip: The Golden Age, Lalit Kala A kademi, New Delhi, India
- 2015 - Blind Mirror, Hälsingland Museum, Hudiksvall, Zweden.
- 2014 - Here to Stay, Kunststation Kleinsassen, Berlijn, Duitsland
- 2013 - Trilogie van de Twijfel, Het Noordbrabants Museum, Den Bosch, Nederland
- 2013 - La trilogia de la Duda, Espai Volart, Fundació Vila Casas, Barcelona, Spanje

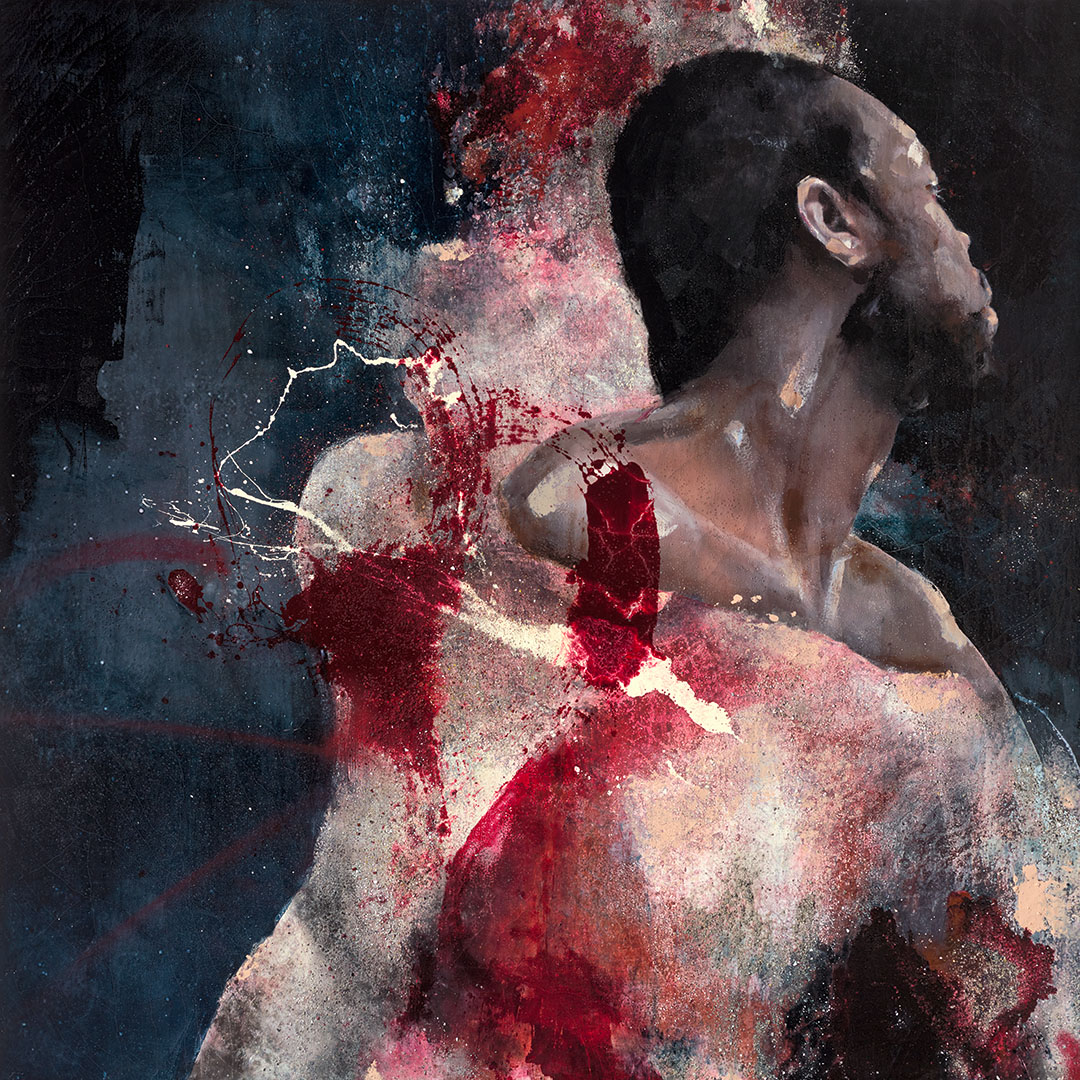
Antares, van de serie: Een Kroniek van het Oneindige, 2018

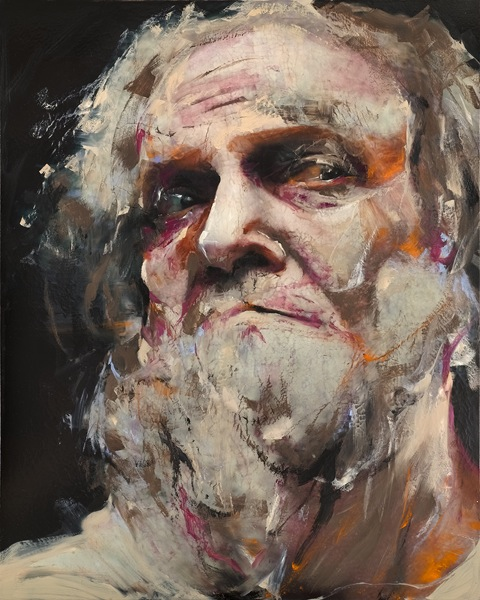
Don Quijote 08 van de serie: Madness & Reason, 2010

## Werken in openbare collecties (selectie)
- Museu Palau Solterra, Torroella de Montgrí, Spanje
- Museo Can Framis, Barcelona, Spanje
- European Museum of Modern Art, MEAM, Barcelona, Spanje
- Museo Arte Contemporanea, MACS, Sicilië, Italië
- Fendi Foundation, Italië
- Copelouzos Art Museum, Athene, Griekenland
- VandenEnde Foundation, Nederland
- Renschdael Art Foundation, Nederland

## Prijzen en erkenningen
- Op 8 april 2011 werd Cabellut bekroond met de 'Premio de Cultura Gitana de Pintura y Artes Plásticas' door het "Instituto de Cultura Gitana" (Instituut van de zigeunercultuur) voor haar bijdragen aan de Romacultuur.[18]
- In 2015 gaf het tijdschrift Artprice de kunstenaar de 333-positie in de ‘top 500’ van de meest bekende hedendaagse kunstenaars ter wereld. Zo werd Lita Cabellut erkend als de meest gewaardeerde Spaanse vrouwelijke kunstenaar.[19]
- In 2017 werd Cabellut bekroond met de 'IX Premio Time-Out Barcelona' voor haar bijdrage aan de promotie van de stad Barcelona, door haar veel bezochte overzichtstentoonstelling in de Fundació Vila Casas.[20]
- In 2018 ontving Cabellut de 'Fuera de Serie' de las Artes prijs in Madrid.[21]
- In 2020 werd zij verkozen tot kunstenaar van het jaar 2021.